# The Thrill Is Gone
The Thrill Is Gone è uno standard blues composto dai musicisti West coast blues Roy Hawkins e Rick Darnell e pubblicato come singolo nel 1951, raggiungendo la sesta posizione della Billboard R&B chart. Molte cover sono state realizzate di questo brano, ma la più nota rimane quella del chitarrista statunitense B.B. King, che nel 1970 diventò una vera e propria hit e una delle produzioni più apprezzate dell'artista.

## Storia
The Thrill is Gone venne scritta prendendo lo stesso titolo di una canzone del 1931 composta dai cantautori di Broadway Lew Brown e Ray Henderson per lo spettacolo teatrale "George White's Scandals", che nello stesso anno venne incisa dai Rudy Vallee and His Connecticut Yankees per l'etichetta discografica Victor salendo al numero 10 della classifica americana.

## La versione di B.B. King
B.B. King fece una cover di The Thrill Is Gone nel giugno del 1969 per il suo album Completely Well, pubblicato in quello stesso periodo. Essa, prodotta da Bill Szymczyk, si presenta come un blues in 12 misure in 4/4 e in Si minore. Per quanto riguarda la strumentazione, si differenzia molto dall'originale per la presenza marcata dei violini, che a loro volta la distinsero dalle altre produzioni di King. Quando venne pubblicata come singolo nel dicembre del 1969, divenne subito una delle più grandi hit della carriera del musicista, arrivando al numero tredici della classifica R&B, al tre della Billboard Hot 100 e al quindici del grafico pop.
La sua fama si ricorda anche per le sue versioni dal vivo, tra le quali vengono tuttora ricordate quelle a Live in Cook County Jail (1971), Bobby Bland and B.B. King Together Again...Live (1976) e a Live at San Quentin (1991).
Questo pezzo vinse nel 1970 il Grammy Award per la migliore esecuzione vocale maschile in un brano R&B e nel 1998 il Grammy Hall of Fame. Nel 2003 si trovò alla posizione 183 della Lista delle 500 migliori canzoni della storia redatta dal periodico statunitense Rolling Stone.

## Altre Cover
Dopo il grande successo di B.B. King, molti altri artisti re-interpretarono The Thrill Is Gone, come:
- Aretha Franklin - Spirit in the Dark (1970) (che uscì come lato B del singolo Spirit in the Dark)
- Little Milton - Waiting for Little Milton (1973)
- Chicken Shack/Stan Webb - Poor Boy (The Deram Years 1972-1974) (1973)
- Luther Allison - Live in Paris (1979)
- The Crusaders - Royal Jam (1981)
- Barbara Mandrell - ...In Black and White (1982)
- Jerry Garcia e David Grisman - Album eponimo (1991)
- The Manhattan Transfer - Tonin' (1995)
- Dishwalla - Things to Do in Denver When You're Dead (1995)
- Diamanda Galás - Malediction & Prayer (1998)
- Willie Nelson - Milk Cow Blues (2000)
- The Marshall Tucker Band - Stompin' Room Only (2003, ma registrata nel 1975)
- Pappo - Buscando un amor (2003)
- Leslie West - Got Blooze (2005)
- Eric Steckel Band - Havana (2006)
- M.C. Hammer - Feel My Power (che si basa su un campionamento della cover dello stesso King)

## Posizioni in classifica

### Roy Hawkins
| Anno | Classifica                       | Posizione |
| ---- | -------------------------------- | --------- |
| 1951 | Billboard Rhythm & Blues Singles | 6         |

### B.B. King
| Anno | Classifica                          | Posizione |
| ---- | ----------------------------------- | --------- |
| 1970 | Billboard Best Selling Soul Singles | 3         |
| 1970 | Billboard Hot 100                   | 15        |